# Guild Wars
Guild Wars je serija tekmovalnih spletnih iger igranja vlog (CORPG), ki jih je ustvarilo ameriško podjetje ArenaNet. Vključuje 3 samostojne kampanje in eno razširitev, za katero je potrebno imeti vsaj eno izmed kampanj. Prva kampanja je izšla 26. aprila 2005 (28. aprila v Evropi) z imenom Guild Wars. Kasneje, ob izidu nadaljnih kampanj se je je neuradno prijelo ime Guild Wars Prophecies.
Od tradicionalnih MMORPG iger se razlikuje po tem, da nima mesečne naročnine in da so območja izven naselij instancirana. Ko igralec zapusti naselje se ustvari instanca mape posebej zanj in njegovo ekipo. S tem je rešen problem kraje pomembnih nasprotnikov s strani drugih skupin igralcev.
Igre vsebujejo tako območje za igranje vlog (PvE) kot tekmovalno območje (PvP), kjer se igralci lahko borijo med seboj na različnih mapah.

Naslednik serije je igra Guild Wars 2, ki je izšla 28. avgusta 2012.

## Igre
Zgodbe vseh iger so zastavljene v domišljijskem svetu Tyria. Igralec lahko potuje med kontinenti, če je seveda kupil kampanjo, katere zgodba se na tem kontinentu odvija.

### Guild Wars (Prophecies)
Datum izida: 26. april 2005

Dogajanje poteka na kontinentu Tyria. Igralec prične v kraljestvu Ascalon, ki je pod napadom s strani rase po imenu Charr. Zgodba igralce popelje iz Ascalona skozi Shiverpeak Mountains, ki so sredi državljanske vojne med škrati. Na eni strani dobri Deldrimor škrati na drugi zlobni Stone Summit. Pot se nadaljuje v kraljestvo Kryta, ki jo napadajo nemrtvi, skozi Maguuma Jungle, v Crytal Desert kjer igralci izvedo, da so Chosen – izbranci, ki jim je po prerokbi (Flameseeker Prophecies) zmajevke Glint usojeno premagati raso mogočnih čarodejev po imenu Mursaat. Nato se vrnejo v Shiverpeak Mountains, pomagajo Deldrimor škratom potisniti nazaj Stone Summit škrate ter gredo skozi portal, ki jih popelje na Ring of Fire. Tu s pomočjo vizirja Khilbrona zapečatijo usodo Mursaatov. Hkrati izvedo da jih je Khilbron prevaral in je v resnici lich, ki jih je zlorabil, da so prelomili pečat in s tem sprostili titane. S pomočjo mogočnega artefakta Scepter of Orr, Khilbron prevzame nadzor nad titani in namerava zavladati svetu. Igralci ga premagajo in s pomočjo njegove duše ponovno zapečatijo titane.

### Guild Wars Factions
Datum izida: 28. april 2006

Dogajanje poteka na kontinentu Cantha v okolju z aziatskim pridihom. Igralec prične kot nov študent v Shing Jea Monastery. Prav kmalu se v Canthi pojavi bolezen, ki pohabi vsa živa bitja in jih spremeni v pošasti po imenu Afflicted. Igralec se skupaj z ravnateljem samostana, ki ga kličejo Master Togo, odpravi iskat izvor te bolezni. Ugotovi se, da to bolezen širi duh telesnega stražarja po imenu Shiro Tagachi, ki pred leti ubil takratnega cesarja. Da ga igralec lahko premaga, mora ustvariti zavezništvo med sprtimi ljudstvi Luxon in Kurzick, saj so mu le s skupnimi močmi lahko kos. Shirotov namen se je ponovno vrniti med žive. Zadnja stvar, ki mu manjka za urok je kri kraljeve družine. To dobi, ko se Master Togo žrtvuje, da bi rešil svojega polbrata – trenutnega cesarja. Igralci morajo nato premagati Shirota.

### Guild Wars Nightfall
Datum izida: 27. oktober 2006

Dogajanje poteka na kontinentu Elona v okolju z afriškim pridihom. Igralec prične na otoku Istan kot poveljnik organizacije, ki ščiti Elono – Sunspears. Po otoku se začnejo širiti temne sile katerih izvor je pozabljen bog Abaddon, bog skrivnosti, ki so ga zaradi izdaje ostali bogovi zapečatili v odsek območja znanega kot Realm of Torment. Igralcu se v boju proti bogu postavi naproti vladarica dežele Kourna, Varesh Osssa, ki Abaddona časti. Poleg navadnih vojakov ima na voljo še demone, ki ji jih je dal na razpolago Abaddon. Igralca zgodba popelje skozi Kourno, Vabbi in Sulfurous Wastes do Gate of Torment, kjer premaga Varesh. Ob Vareshini smrti se odpre portal v Realm of Torment, ki igralca potegne vase. Igralec nato potuje skozi Realm of Torment in se na koncu sooči z Abaddonom.

### Guild Wars Eye of the North
Datum izida: 31. avgust 2007

Je edina razširitev v seriji. Dogajanje poteka na kontinentu Tyria. Po celotnem svetu Tyria se dogajajo potresi katerih vzrok je prebujenje pošasti znane kot The Great Destroyer globoko pod zemljo. Na površje pošilja svojo vojsko Destroyerjev. Nevarnosti, ki jo predstavlja se zavedajo samo škratje. Igralec nato mora pridobiti še pomoč od Ebon Vanguard – vojaške enote iz Ascalona, ki se bori proti Charrom za frontnimi črtami, Nornov – lovci severa, povprečno dvakrat večji od ljudi, izredno inteligentnih bitij z imenom Asura, ki so jih na površje prignali Destroyerji. Z njihovo pomočjo se igralec prebije do jame v kateri se nahaja The Great Destroyer in ga premaga.

## Poklici[7]
Igralec lahko izbira med 6 osnovnimi poklici ter 4 poklici, ki so pogojeni na kampanjo. Nato lahko izbere kateregakoli izmed drugih poklicev kot sekundarnega, kar omogoča precejšnje prilagajanje situacijam v igri. Na voljo ima vse lastnosti sekundarnega poklica z izjemo primarnega atributa ki je edinstven za vsak poklic.
| Osnovni                                                         | Factions               | Nightfall           |
| --------------------------------------------------------------- | ---------------------- | ------------------- |
| - Warrior - Ranger - Elementalist - Monk - Necromancer - Mesmer | - Assassin - Ritualist | - Dervish - Paragon |

### Warrior
Namenjen bitki na blizu in je najbolj trdoživ izmed vseh poklicev. Pozornost sovražnikov preusmeri nase, da zaščiti šibkejše zaveznike.

Njegova orožja so meč, sekira, kladivo in ščit.
Primarni atribut:
Strength - Za vsako točko v tem atributu Warrior prebije več nasprotnikovega oklepa. Izboljša tudi sposobnosti, ki so namenjene preživetju.
Ostali atributi:
Tactics - Izboljša bojne krike ter drže.
Swordsmanship - Poveča škodo, ki jo dela z mečem in izboljša z njim povezane sposobnosti.
Axe Mastery - Poveča škodo, ki jo dela s sekiro in izboljša z njo povezane sposobnosti.
Hammer Mastery - Poveča škodo, ki jo dela s kladivom in izboljša z njim povezane sposobnosti.

### Ranger
Ima možnost napadanja iz velike razdalje, uporablja pasti ter s seboj vzame živalskega prijatelja, ki zamoti sovražnike.
Njegova orožja so razne vrste lokov.
Primarni atribut:
Expertise - Za vsako točko v tem atributu stanejo sposobnosti Rangerja manj energije.
Ostali atributi:
Marksmanship - Poveča škodo, ki jo dela z lokom in izboljša z njim povezane sposobnosti.
Wilderness Survival - Izboljša pasti, drže, rituale in priprave.
Beast Mastery - Poveča škodo, ki jo dela žival in izboljša sposobnosti povezane z njo.

### Elementalist
Poklic namenjen predvsem delanju škode. Uporablja lahko elemente zraka, ognja, vode in zemlje.
Njegova orožja so palice in fokus.
Primarni atribut:
Energy Storage - Za vsako točko v tem atributu ima Elementalist več energije.
Ostali atributi:
Fire Magic - Izboljša sposobnosti povezane z ognjem.
Air Magic - Izboljša sposobnosti povezane z zrakom.
Water Magic - Izboljša sposobnosti povezane z vodo.
Earth Magic - Izboljša sposobnosti povezane z zemljo.

### Monk
Glavni zdravilec in zaščitnik v igri. Ima tudi sposobnosti za delanje škode sovražniku.
Njegova orožja so palice in fokus.
Primarni atribut:
Divine Prayers - Za vsako točko v tem atributu Monk s svojimi sposobnostmi pozdravi več življenjskih točk.
Ostali atributi:
Healing Prayers - Izboljša sposobnosti povezane z zdravljenjem.
Protection Prayers - Izboljša sposobnosti povezane z zaščito.
Smiting Prayers - Izboljša sposobnosti za delanje škode sovražniku.

### Necromancer
Ima sposobnost, da krade nasprotnikom življenjske točke ter jih oslabi. Za nekatere uroke uporablja trupla, mednje sodijo uroki za reanimacijo nemrtvih služabnikov. Ti delajo precejšnjo škodo ter preusmerijo pozornost sovražnikov nase.
Njegova orožja so palice in fokus.

Primarni atribut:
Soul Reaping - Za vsako točko v tem atributu dobi Necromancer ob smrti bližnjih zaveznikov/sovražnikov povrnjene več energije.
Ostali atributi:
Death Magic - Izboljša sposobnosti za delanje škode sovzažniku in nemrtve služabnike. Vsaki 2 stopnji poveča zgornjo mejo služabnikov za 1.
Blood Magic - Izboljša sposobnosti, ki kradejo sovražnikom življenjske točke.
Curses - Izboljša sposobnosti, ki oslabijo sovražnike.

### Mesmer
Sposoben je obrniti napade sovražnikov proti njim samim ter jih onesposobiti s prekinjanjem njihovih dejanj ter krajo energije.
Njegova orožja so palice in fokus.
Primarni atribut:
Fast Casting - Za vsako točko v tem atributu porabi Mesmer za izvedbo svojih sposobnosti manj časa.
Ostali atributi:
Domination Magic - Izboljša sposobnosti za delanje škode in prekinjanje sovražnikovih napadov.
Illusion Magic - Izboljša sposobnosti za varanje in onesposabljanje nasprotnikov.
Inspiration Magic - Izboljša sposobnosti za preprečevanje škode, krajo energije in odstranjevanje Enchantmentov.

### Assassin
Assassin je poklic z največjo hitrostjo osnovnih napadov, sposoben narediti veliko škode v kratkem času na posamezni tarči. Zaradi šibkega oklepa ter borbe na blizu je občutljiv na napade sovražnikov.
Njegovo orožje so noži.
Primarni atribut:
Critical Strikes - Za vsako točko v tem atributu ima Assassin večjo možnost, da izvede kritičen zadetek in dobi povrnjene več energije, ko ga izvede.
Ostali atributi:
Dagger Mastery - Poveča škodo, ki jo dela z noži in izboljša z njim povezane sposobnosti. Poveča možnost da bo napadel z obema nožema hkrati.
Shadow Arts - Izboljša sposobnosti povezane s preživetjem.
Deadly Arts - Izboljša sposobnosti, ki naredijo njegovo tarčo ranljivo.

### Ritualist
Priklicuje duhove, ki so v podporo zaveznikom ter lahko ojača njihova orožja z orožnimi uroki. Sposoben je tudi zdraviti.
Njegova orožja so palice in fokus.
Primarni atribut:
Spawning Power - Za vsako točko v tem atributu imajo bitja, ki jih prikliče Ritualist več življenjskih točk ter podaljšajo trajanje orožnih urokov.
Ostali atributi:
Communing - Izboljša sposobnosti povezane s priklicom duhov.
Channeling Magic - Izboljša sposobnosti povezane z energijo in delanjem škode sovražnikom.
Restoration Magic - Izboljša sposobnosti povezane z zdravljenjem.

### Dervish
Bojevnik na blizu, ki svoje pomanjkanje oklepa nadomesti z uroki. S svojimi napadi lahko zadene do 3 tarče.
Njegovo orožje je kosa.
Primarni atribut:
Mysticism - Za vsako točko v tem atributu ima Dervish krajši čas obnavljanja Enchantmentov. Pod vplivom Enchantmenta ima več oklepa.
Ostali atributi:
Scythe Mastery - Poveča škodo, ki jo dela s koso in izboljša z njo povezane sposobnosti.
Earth Prayers - Izboljša sposobnosti povezane z obrambo.
Wind Prayers - Izboljša sposobnosti povezane s hitrejšim premikanjem ter upočasnjevanjem nasprotnikov.

### Paragon
Borec na srednjo razdaljo, ki s svojimi bojnimi kriki in spevi podpira zaveznike.
Njegovo orožje sta sulica in ščit.
Primarni atribut:
Leadership - Za vsako točko v tem atributu dobi paragon povrnjene več energije za vsakega zaveznika, na katerega vplivajo njegovi bojni kriki.
Ostali atributi:
Spear Mastery - Poveča škodo, ki jo dela s sulico in izboljša z njo povezane sposobnosti.
Command - Izboljša sposobnosti povezane z zaščito zaveznikov.
Motivation - Izboljša sposobnosti povezane z zdravljenjem in energijo.